# سالاد هویج

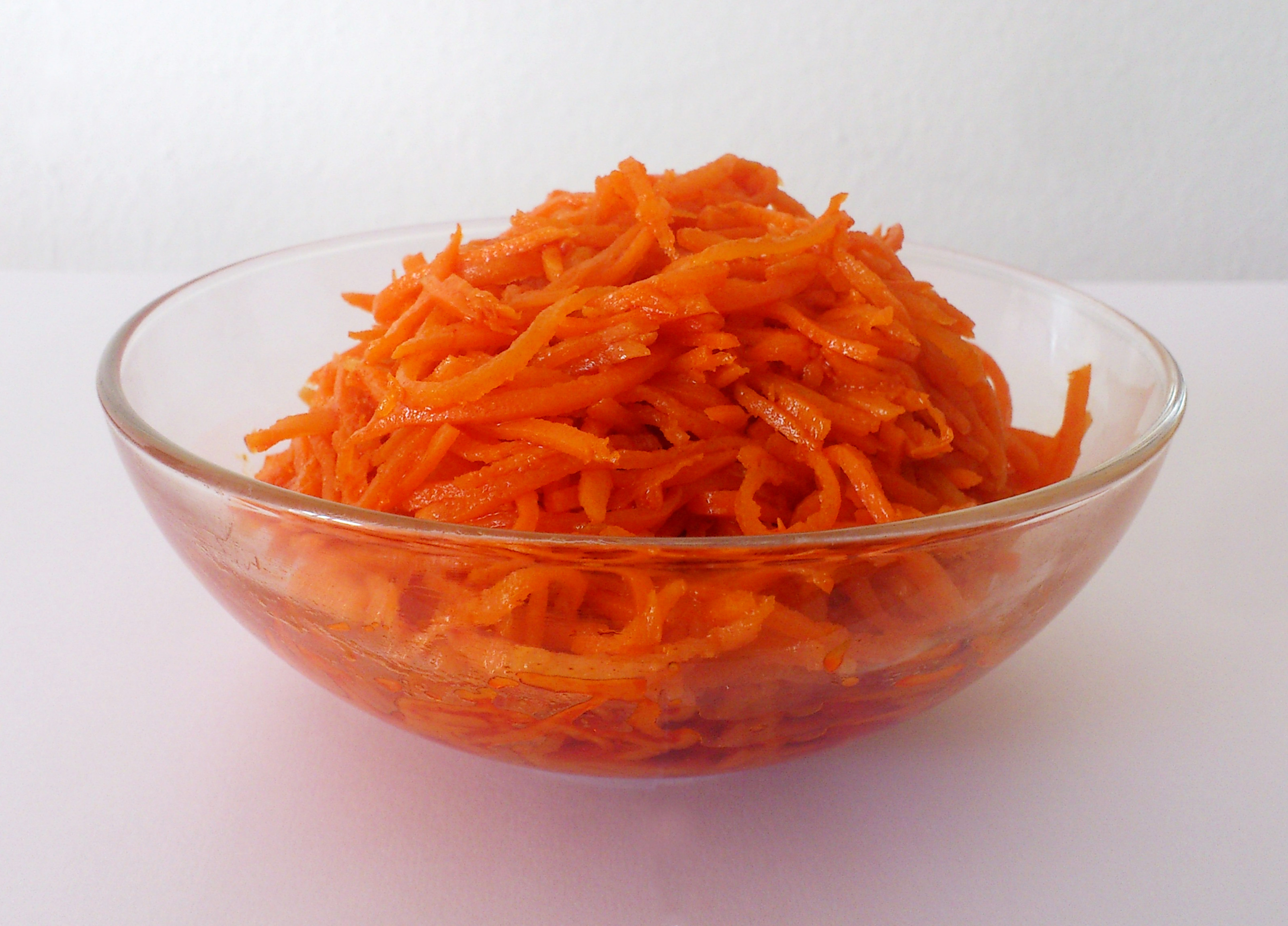
سالاد هویج تند به سبک کره‌ای از دستور آشپزی مردم کره

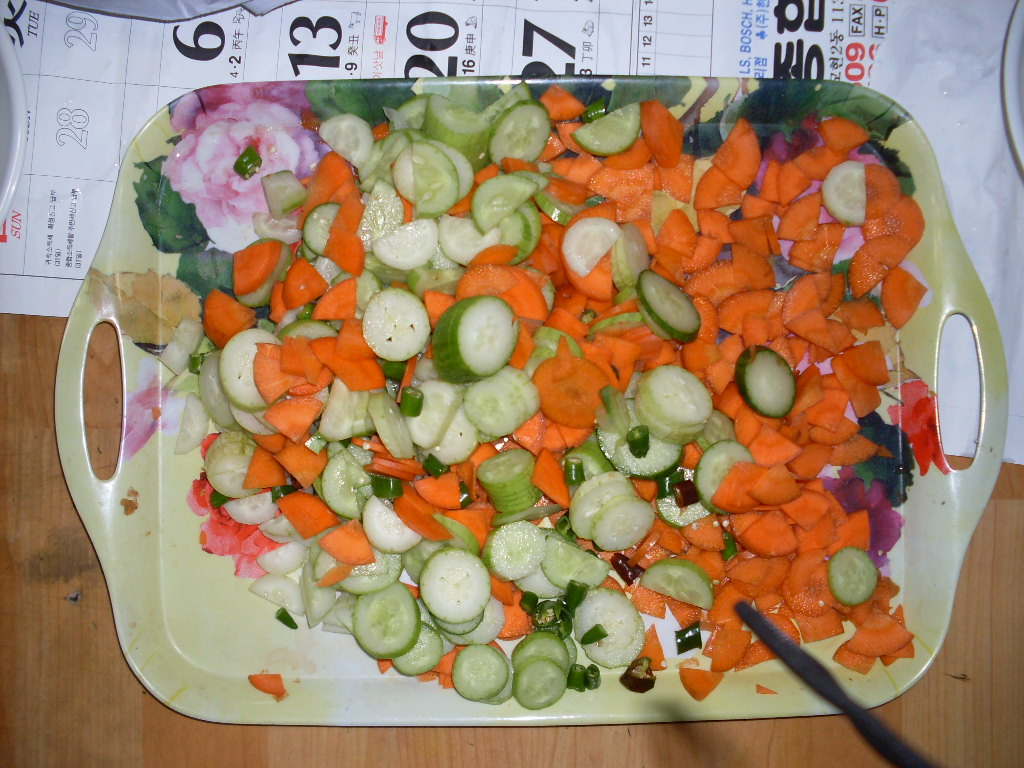
خیار و سالاد هویج

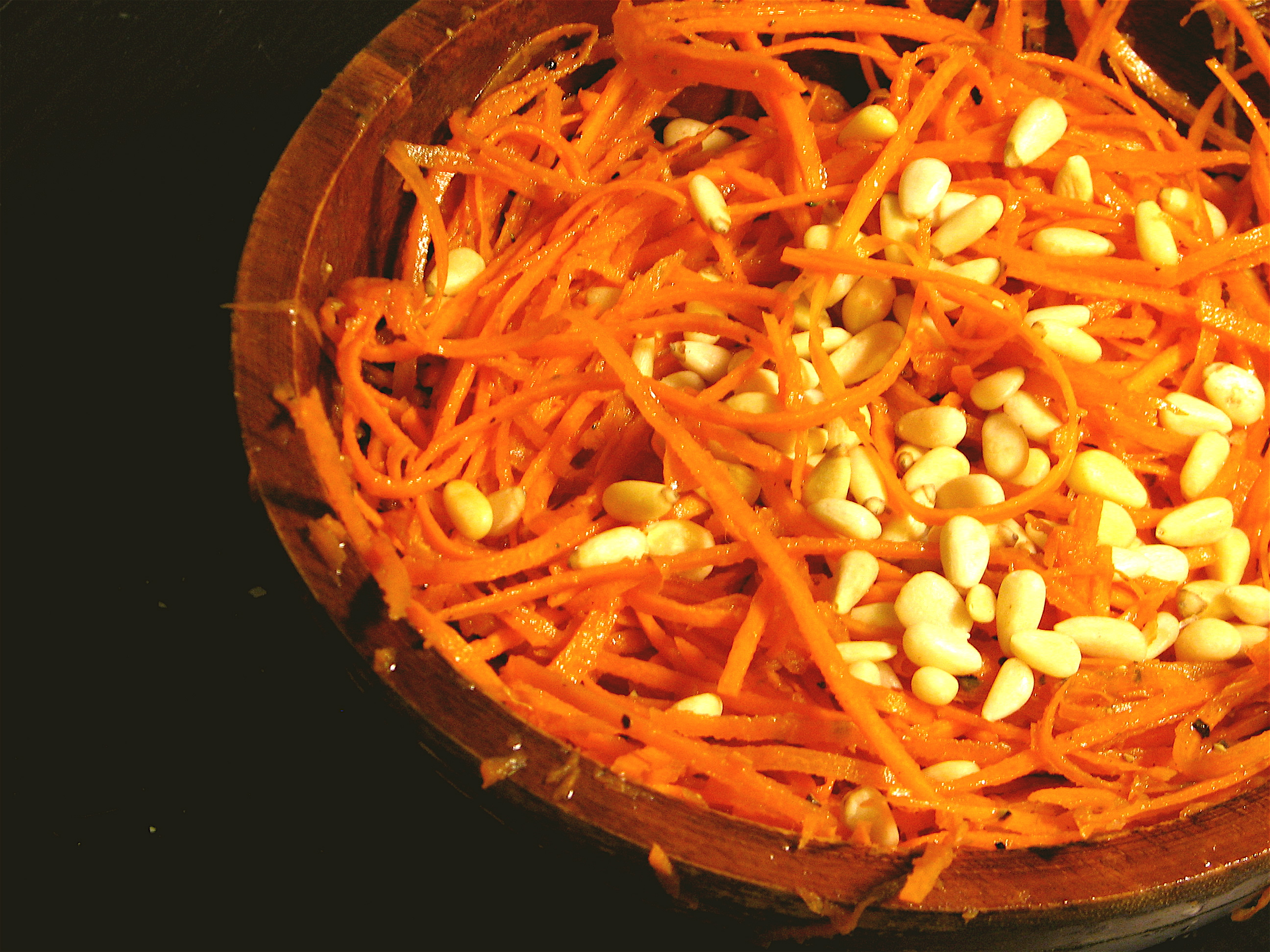
ظرفی از سالاد هویج

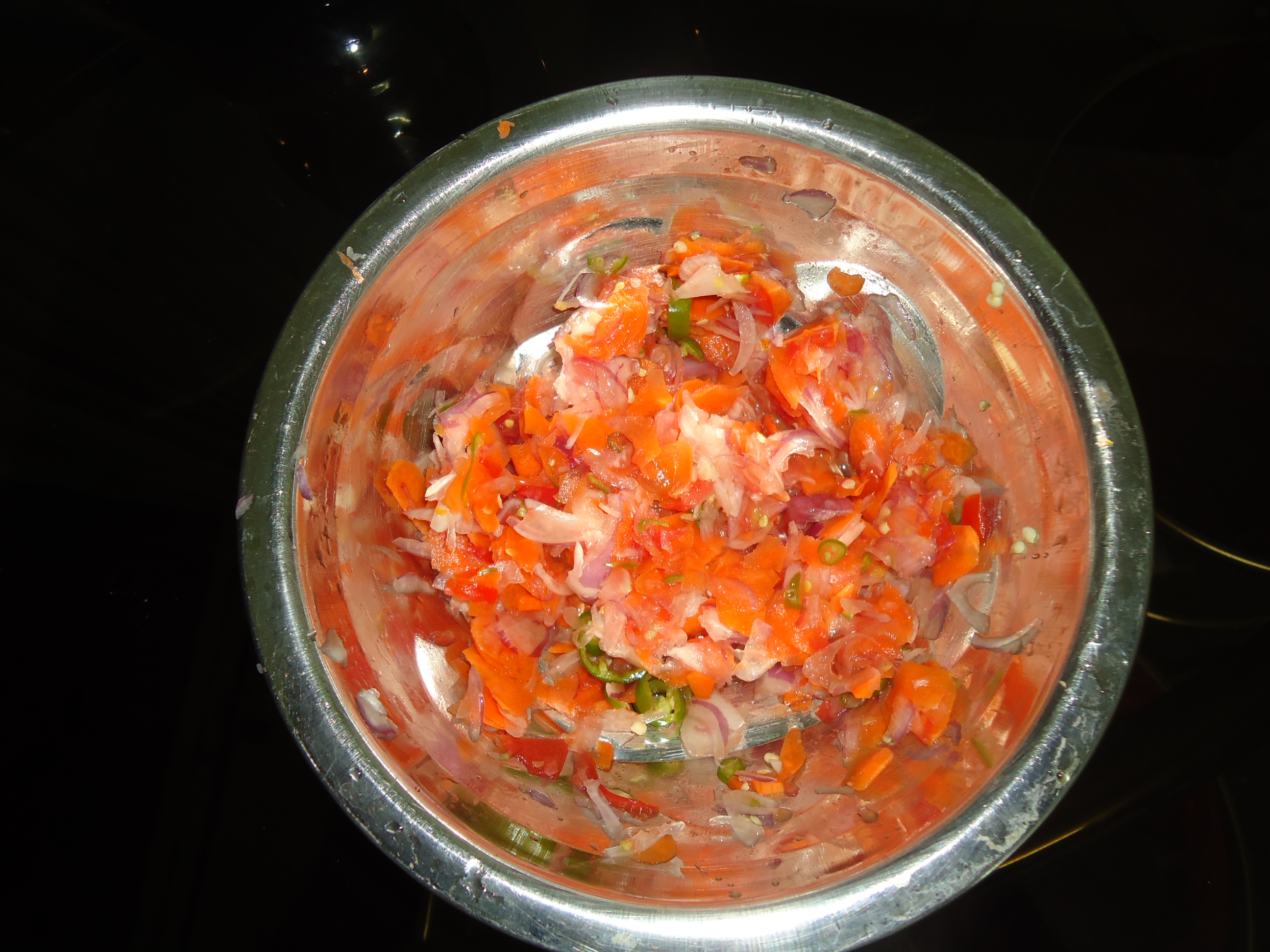
هویج و سالاد پیاز

سالاد هویج سالادی است که از هویج درست می‌شود. دستور درست کردن به طور گسترده‌ای با توجه به مناطق متفاوت است. اغلب از هویج خرد شده استفاده می‌شود. سالاد هویج خرد شده اغلب به عنوان چاشنی روی غذاهای دیگر استفاده می‌شود.

## براساس کشور
سالاد هویج کشمش غذای سنتی بخشهای جنوبی ایالات متحده آمریکا است. سالاد رنده شده با کشمش، مایونز، شکر دانه ریز، نمک و فلفل سیاه مخلوط می‌شود.
گروه‌های قومی کره‌ای در ایالت‌های بعد از شوروی ترشی سالادهای تند هویج را به عنوان سالاد هویج به سبک کره‌ای رواج دادند. که گفته می‌شود مردم کره جنوبی تا این اواخر آن را نمی‌شناختند، اما شهرت بین‌المللی بدست آورد طوری که در بسیاری از کافه‌تریاهای سراسر کشورهای مستقل همسود سرو شده و در سوپرمارکت‌ها هم فروخته می‌شود و به طور منظم به عنوان غذای فرعی در روی میزهای شام و در مهمانی‌های روزهای تعطیل کنار بسیاری از غذاهای اقوام شوروی سابق قرار می‌گیرد.
در هندوستان سالاد هویج اغلب با هویج رنده شده‌ای درست می‌شود که با دانه‌های خردل و فلفل سبز در روغن داغ پخته شده است.
در غذاهای بلغاری سالاد با هویج و کلم سنتی است.
در غذاهای برزیلی سرو چُراسکو اغلب با سالاد سیب‌زمینی و سالاد هویج که با مایونز، پیاز خام، نخود سبز، ذرت شیرین، یا گاهی اوقات کدوی چایوت درست شده همراه است.
در روسیه اغلب سالاد هویج همراه کباب ترکی است.
Surówka z Marchewki از غذاهای لهستانی است که سالاد هویج با هویج ،سیب سبز گرنی اسمیت، آب لیمو، روغن آفتابگردان یا روغن سبزیجات، نمک و شکر ساخته می‌شود.
در اسرائیل، سالاد هویج اغلب با جعفری و آب لیمو خورده می‌شود.
مسودنیا غذایی که از دههٔ ۱۹۴۰ تا دههٔ ۱۹۵۰ در شمال آفریقا و کبک (بویژه شهر کبک) به صورت کنسرو «مسودنیا» ظاهر شد با هویج خُرد شده و نخود فرنگی درست می‌شود.